# リオデジャネイロ州

リオデジャネイロ州
Estado do Rio de Janeiro

リオデジャネイロ州（リオデジャネイロしゅう、葡: Estado do Rio de Janeiro [ˈʁi.u d(ʒi) ʒɐˈnejɾu] ( 音声ファイル)）は、ブラジルに26ある州のひとつ。ブラジル南東部の大西洋沿いに位置する。北東にエスピリトサント州、北にミナスジェライス州、西にサンパウロ州と隣接し、南は大西洋に面する。州都はリオデジャネイロ。
州都のリオデジャネイロは1763年に最初の首都サルヴァドール・ダ・バイーアよりポルトガルのブラジル植民地の首都に遷都され、1822年から1960年までは独立後のブラジルの首都だった。1960年に首都は現首都のブラジリアに遷都された。州の略称は「RJ」である。

## 歴史

### 植民地時代

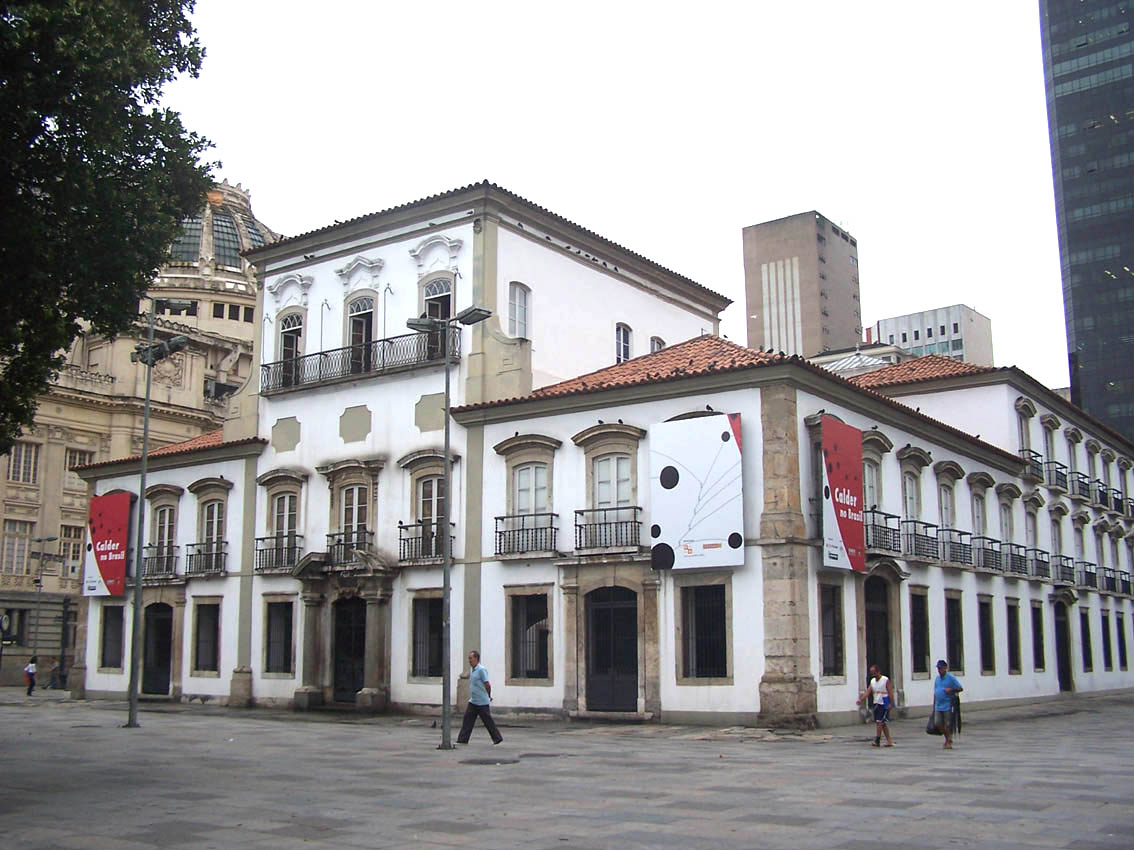
パソ・インペリアル、18世紀にジョアン4世によって建設された植民地総督と、二人のブラジル皇帝の宮殿

リオデジャネイロ一帯はブラジル発見の直後、1502年から欧州人の間で知られており、その起源はポルトガルの植民地であったサン・ヴィセンテと初代ブラジル総督トメ・デ・ソウザによるものとされている。サン・ヴィゼンテは1555年から1567年の間に南方への植民を目論んでいたフランス人の侵略を受けたため、その防衛の観点から1565年3月に第3代のブラジル総督メン・デ・サーとその甥エスタシオ・デ・サーによってリオデジャネイロ市が成立した。
17世紀では牛とサトウキビを輸出するための港都だったが、18世紀にミナスジェライスで起きたゴールドラッシュで産出された金や宝石を取り扱い始めたことで都市の発展が大きく刺激され、これにより1763年にブラジル植民地の首府がサルヴァドールからリオデジャネイロに移った。半島戦争により1808年にポルトガル王室がリオデジャネイロに渡ると、王室と共にやってきた多くのポルトガル人により市は新たにヨーロッパ風に整備され、学校や図書館、病院が建設され、ブラジル初の新聞も出版されるようになった。
また、同時にブラジルの自然について記録するためのヨーロッパ人芸術家も一部移入したことにより、ブラジル一帯における文化においても影響を受けた。同時に、Escola Real de Ciências, Artes e Ofícios（王立科学芸術学校）が生まれた。

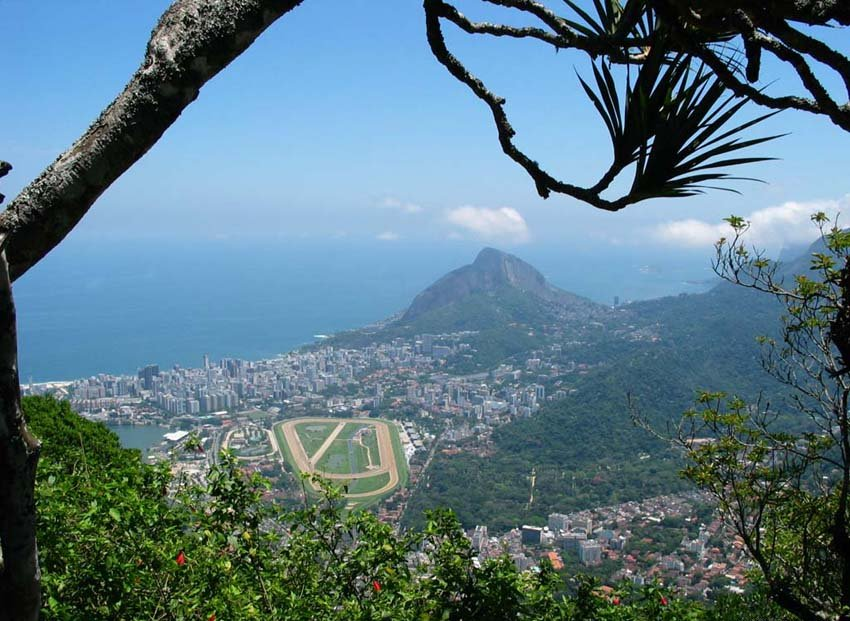
州都リオデジャネイロ

### 中立都市
1834年にリオデジャネイロは中立都市に変更され、国家の首都のままとなったために、州の新たな州都は隣街のニテロイとなった。1889年に市は連邦地区の州であり、中立都市である共和国の首都となった。1960年に首都がブラジリアに遷都されると、リオデジャネイロ市はグアナバラ州となった。

### リオデジャネイロ新州
1975年に、グアナバラ州とリオデジャネイロ州はリオデジャネイロの名の下に合併し、リオデジャネイロは州都となった。かつてのリオデジャネイロ州のシンボルは維持され、グアナバラのシンボルはリオデジャネイロ市に引き継がれた。
2011年1月12日、集中豪雨によりノバ・フリブルゴ近郊で地すべりが発生。死者は700人以上となりブラジル国内の地すべり被害としては過去最悪のものとなった。

## 政治
- 知事：クラウディオ・カストロ（英語版）（キリスト教社会党（英語版）所属、2021年就任）

## 隣接州
- ミナスジェライス州
- エスピリトサント州
- サンパウロ州

## 地理
州はマタ・アトランティカ生物群系の一部であり、地形はマンティケイラ山脈と大西洋の間に位置する山脈と平原の双方を包括する。沿岸はグアナバラ、セペチーバ、イーリャ・グランデの湾によって湾曲している。
際立ったスロープが海岸部にあり、レスティンガ植物や、湾、ラグーン、熱帯雨林のような多様な環境によってもまた特徴付けられている。
リオデジャネイロ州は南東部最小の州であり、ブラジル最小の州のうちの一つでもある。しかしながら、国で三番目に長い海岸線を有し（バイーア州とマラニョン州に続く）、延長は635kmに及ぶ。

### 主な都市

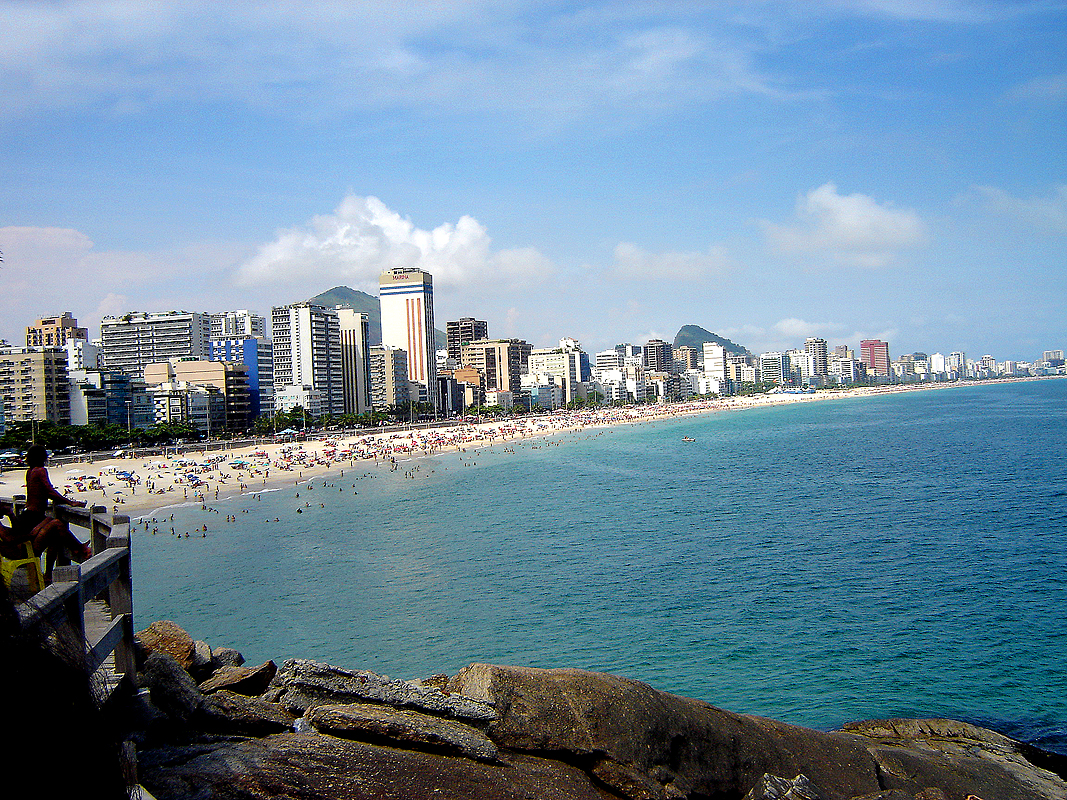
リオデジャネイロ市

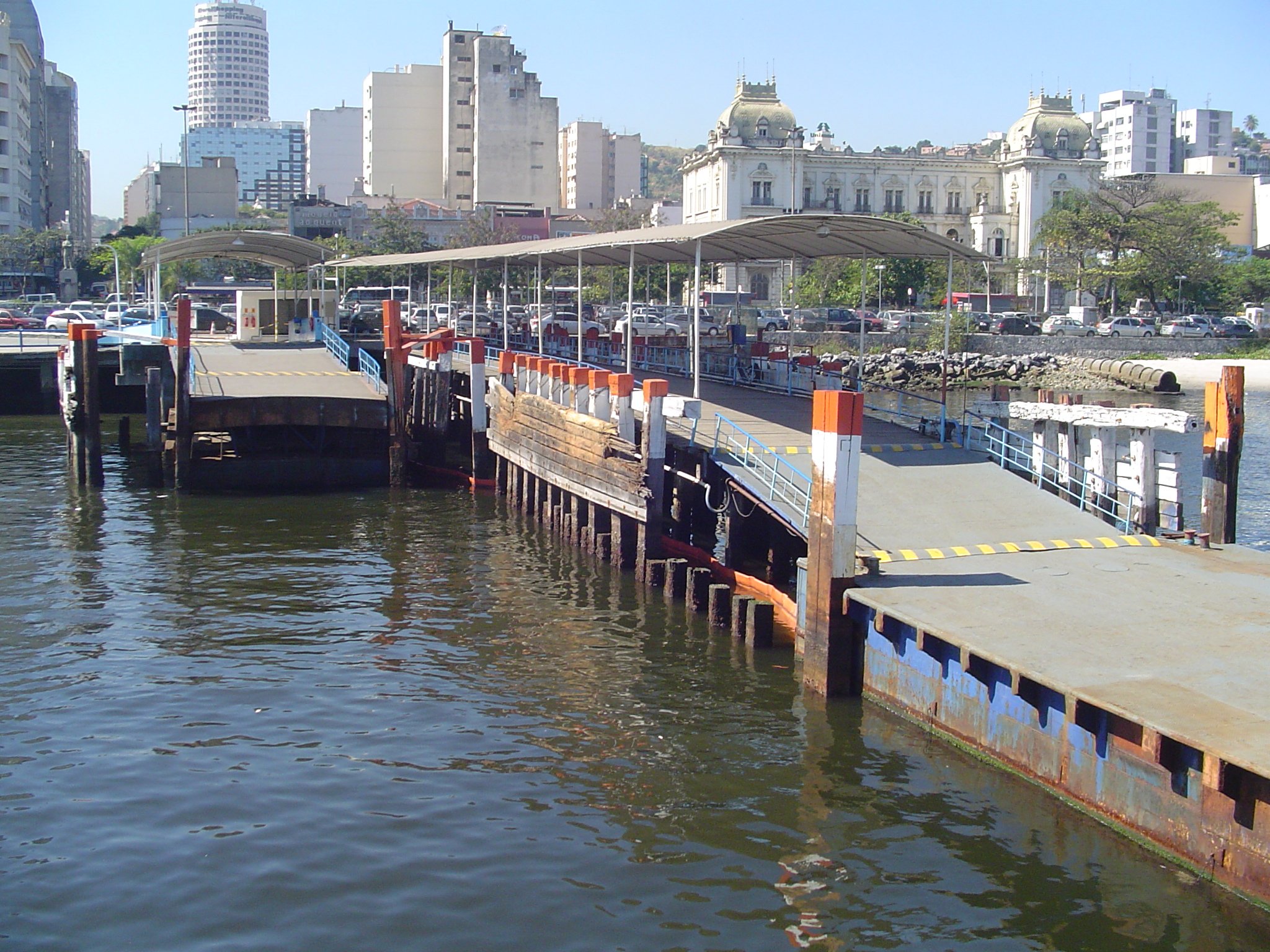
ニテロイ

- リオデジャネイロ
- ニテロイ
- サンゴンサロ
- ドゥケ・デ・カシアス
- ノヴァ・イグアス
- ベルフォード・ロッショ
- マジェー
- イタボライー
- ニローポリス
- ペトロポリス
- テレゾポリス
- ノーヴァ・フリブルゴ
- カブ・フリウ
- アライアルドカーボ
- アルマサンドスブージオス
- カンポスドスゴイタカーゼス
- マカエー
- カショエイラス・デ・マカク
- サンジョアンダバラ
- サンフィデリス
- サントアントニオデパドゥア
- イタペルーナ
- イタグアイ
- マンガラチーバ
- アングラ・ドス・レイス
- パラチー
- ヴァレンサ
- ヴァソウラス
- トレスリオス
- パライーバドスール
- ボルタ・ヘドンダ
- バーラマンサ
- バーラドピライ
- レゼンデ
- ミゲル・ペレイラ

## 経済
GDPの51.6%は第二次産業によって構成され、サービス産業の47.8%が続く。農業はGDP（2004年）の0.6%を占める。リオデジャネイロ州の輸出品目は石油44.8%、燃料17.5%、鉄製品13%、化学物質3.6%、非鉄金属2.8%、 自動車2.1%となる（2002年）。
ブラジル経済の12.6%（2004年）を構成する。

## 住民

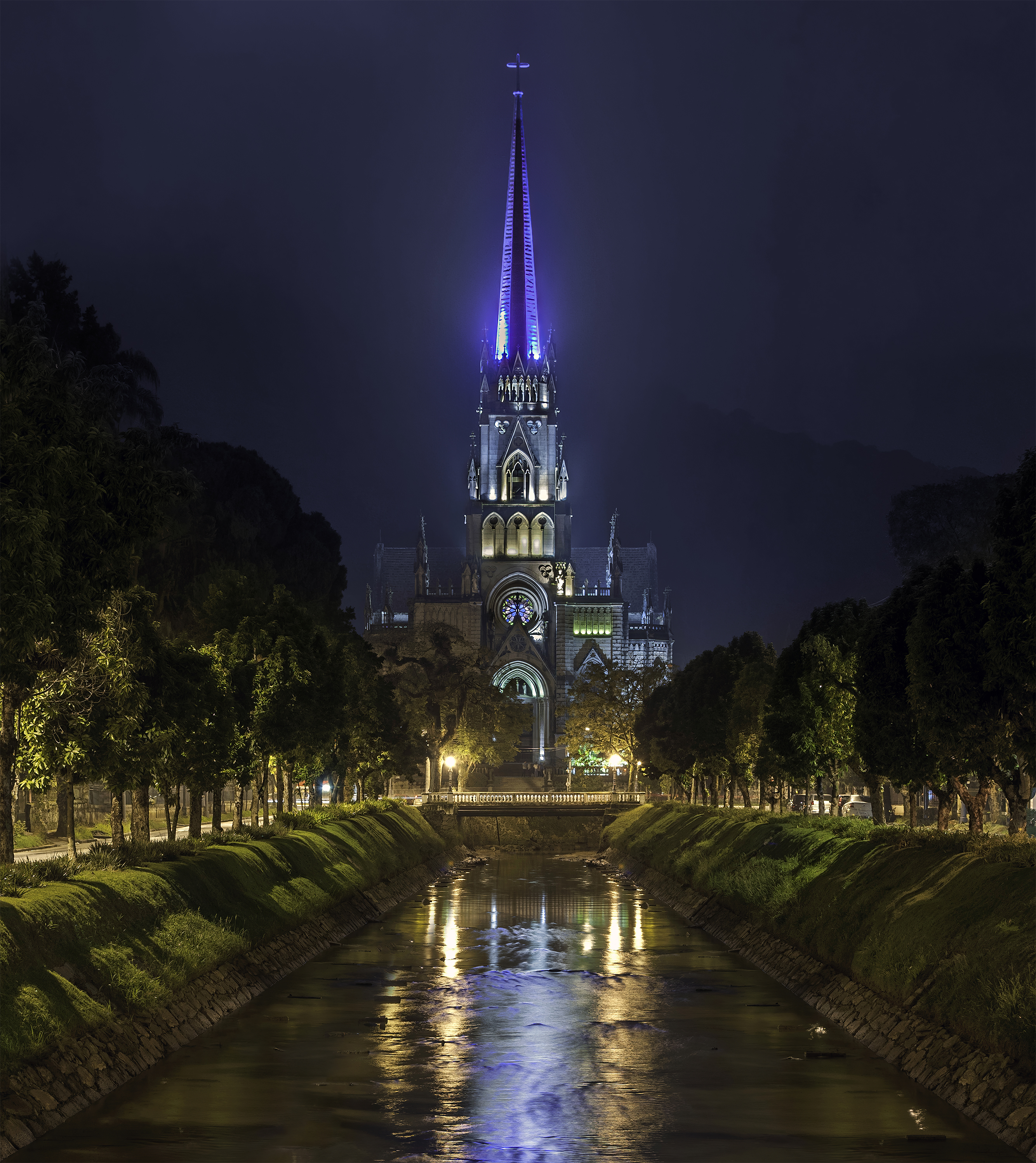
ペトロポリス大聖堂、市はドイツの影響を強く受けている

IBGEによると、2022年の時点で人口は1605万5174人、人口密度は366.97 人/km²となる。
都市化率は96.9%（2004年）、人口増加率は1.3%（1991年-2000年）、 家屋数は 4.944.333 棟（2005年）。
最新のPNAD（国家居住統計調査）のセンサスが示すところによれば、8,513,778人（54.6%）が白人であり、5,145,690人（33.0%）がパルド（褐色）、1,871,160人（12.0%）がアフリカ系ブラジル人、62,000人（0.4%）がアジア系もしくはインディオである。
ポルトガル系の家系は州の多くで優勢である。スイス系、ドイツ系他のヨーロッパ系エスニック・グループの多くは山岳地域（ノーヴァ・フリブルゴやペトロポリス、その他）と州都に入植した。 イタリア系とスペイン系もまた州都と周囲の街に存在している。
アフリカ系ブラジル人の家系に連なる人々は多くは州都にいる。混血の家系（ムラート）は幾つかの街ではマジョリティである。
貧困による治安の悪さや、モラルの低下も見られる。州内420万人に電力を供給している電力会社ライト社は、送電量の30-40%が盗電に遭う被害を受けている。

### 教育
ポルトガル語は国家の公用語であり、学校で第一に教えられる言語でもあるが、英語とスペイン語も高等学校での公式のカリキュラムに組み込まれている。
- リオデジャネイロ連邦大学
- リオデジャネイロ州立大学
- フルミネンセ連邦大学
- リオデジャネイロ・ルラル連邦大学
- リオデジャネイロ・カトリック大学
- ペトロポリス・カトリック大学

## 州旗
旧ブラジル皇室のシンボルであった鷲が正面に、背景にオルガン山脈にある「神の指」と呼ばれる、晴れた日にはリオデジャネイロ市街からも望むことが出来る岩山が描かれている。農業の豊かさを象徴するサトウキビ（左）とコーヒー（右）が紋章の周囲にあしらわれている。